# Липилин, Андрей Олегович
Андрей Олегович Липилин (28 июля 1989, Лисаковск) — спортсмен, судья, тренер, спортивный менеджер.
В автомотоспорте с 8 лет(1997), начинал с картинга и продолжил в мотокроссе, достиг звания Мастер спорта по мотокроссу в 2007 году в 18 лет, в 2008 году поступил в высшее заведение г. Москвы, выпускник Российского государственного университета физической культуры спорта и туризма, на кафедре теория и методика экстремальных видов спорта, по специальности педагог по мотоциклетному спорту!
Многократный Чемпион Казахстана, Узбекистана, Европейского Кубка Восточной Зоны, Кубка Европы + Азия, Командного Чемпионата России и Суперлиги, а также Зимних и Летних Кубков и Молодежных Кубков России и Зональных Чемпионатов России. Организатор множество  международних соревнований по мотокроссу и выступлений по мотофристайлу Adrenalin Rush Ferz & Monster Mania and FMX13 в Казахстане, а также судейская деятельность на территории СНГ, при международной лицензии FIM спортивного комиссара. Ведёт тренерскую работу. Основатель бренда "LipRideMx" , мотошколы , мотоуслуг и магазина , представитель сборной команды Казахстана по мотокроссу !

## Участие в командах
2000 - г. Лисаковск «Отан» (Казахстан)
2001 - г. Миасс (Россия) Московская область п. Слобода (Россия) г.Курган (Россия)
2002 - г. Москва (Россия) г. Тюмень «ТРКСС» (Россия)
2003 - г. Тобольск «СТК Тоболкросс» (Россия)   г. Зарафшан (Узбекистан)
2004 - г. Челябинск СДЮСТШ-РОСТО (Россия) и г. Зарафшан (Узбекистан)
2005 - г. Зарафшан (Узбекистан) и МУ СДЮСТШ г. Магнитогорск (Россия)
2006 - г. Костанай «М-Кросс» (Казахстан).           г. Каменск-Уральский «Юность-СКА ПУрВО» (Россия)
2007 - г. Костанай «М-Кросс» (Казахстан)
2008 - г. Москва RRG (Россия) и ДЮСТАМШ,        г. Екатеринбург (Россия)
2009 - 2010 г. Костанай «М-Кросс» (Казахстан)
2011 - г. Рудный (Казахстан)
2012 - 2015 г. Костанай «АСТВС» (Казахстан)
Организатор мотофристайл шоу "FMX Masters"
2016 - г. Лисаковск «Отан» (Казахстан)
Организатор мотофристайл шоу "Monster Mania"
2017 - г. Лисаковск «Отан» (Казахстан)
2018 - п. Аулиеколь (Казахстан)
2019 - Краснодарский край ВДЦ "Орленок" (Россия)
2020 - г. Краснодар "Start-Moto" (Россия)
2021 - г. Краснодар РЦСП1 "Moto Racer Club" (Россия)
2022 - г. Краснодар РЦСП1 (Россия), тренер сборной Краснодарского Края, менеджер и гонщик сборной Казахстана на "Кубке Содружества", собственная команда "LipRideMx"
2023 - 2024 г. Краснодар РЦСП1 "LipRideMx" (Россия), менеджер сборной Казахстана на "Кубке Содружества"
2025 - г. Краснодар КСК23МХ , тренер , гонщик и менеджер команды. Амбассадор масла Relynolli.